# 名古屋市中村図書館

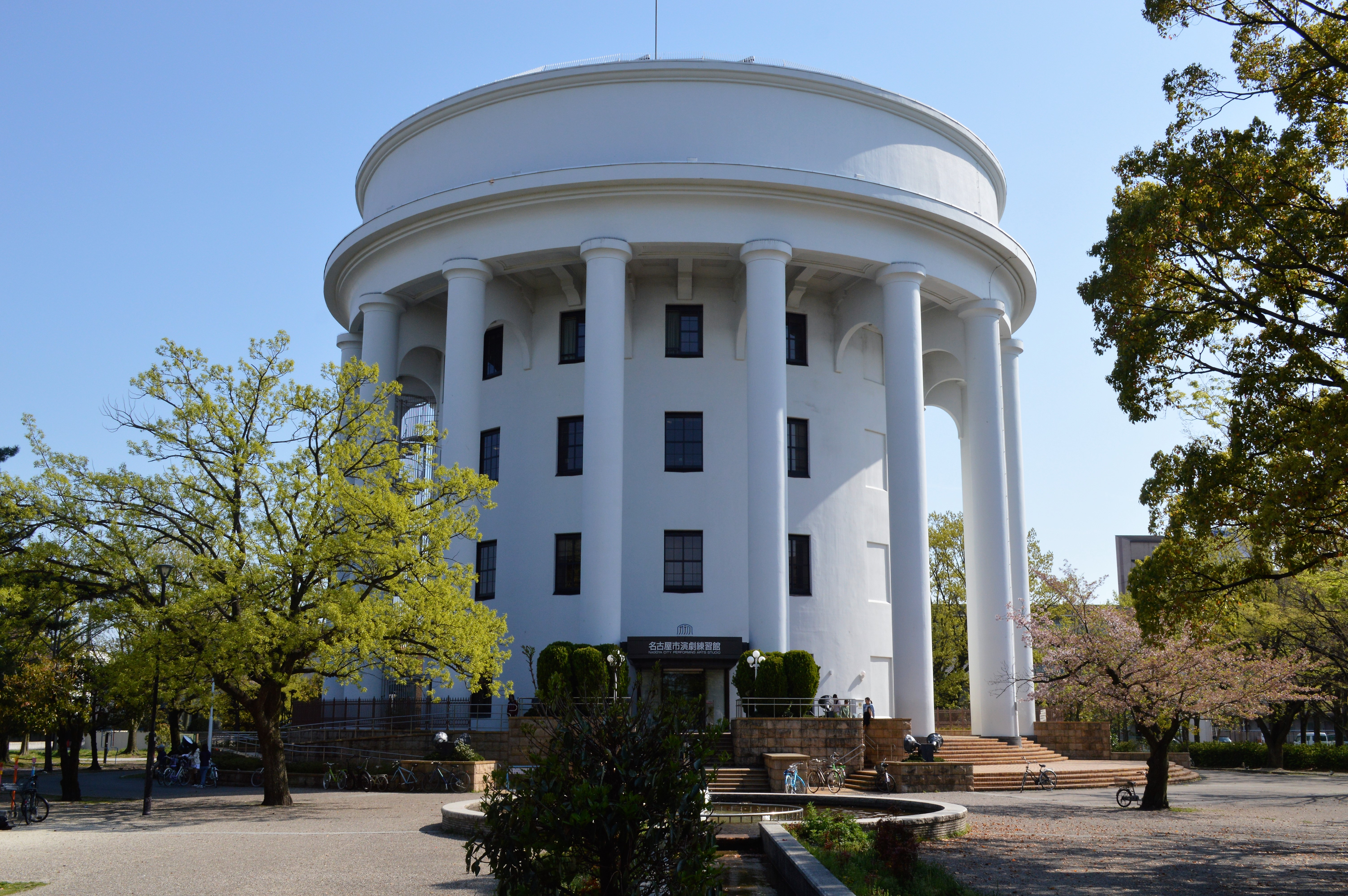
旧中村図書館（現在の名古屋市演劇練習館）

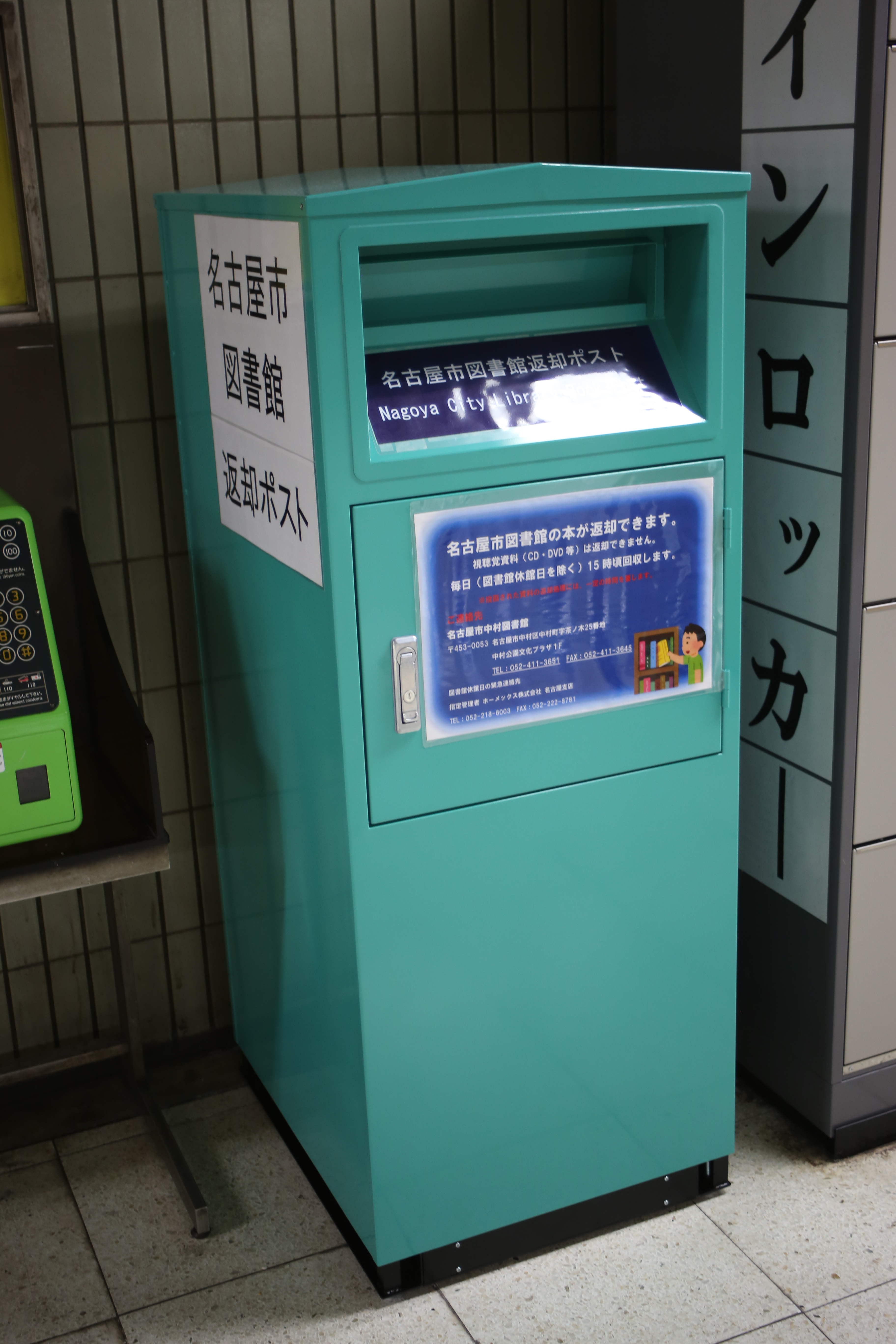
中村公園駅の返却ポスト（2017年11月）

名古屋市中村図書館（なごやしなかむらとしょかん）は、愛知県名古屋市中村区中村町字茶ノ木25番地の中村公園敷地内にある中村公園文化プラザに入居する名古屋市図書館の分館である。
2016年（平成28年）度の蔵書数は97,063冊、貸出数は471,187冊である。
図書を97,063冊（一般書：70,464冊、児童書：26,412冊）、新聞を30紙、雑誌を247誌、視聴覚資料を1,846点（紙芝居：647組、CD：765枚、カセットテープ:138巻、ビデオテープ：141巻、ビデオディスク：137枚、CD・DVD-ROM：18枚）所蔵している。
　

## 歴史
1965年（昭和40年）7月15日、稲葉地町の稲葉地公園内に所在した名古屋市水道局所有の旧稲葉地配水塔を改造の上、名古屋市中村図書館として開館した。
この稲葉地配水塔は、1930年（昭和5年）の水道施設第4期拡張工事により整備されたもので、名古屋駅の改築や区画整理事業の進展により水圧不足が生じることがあったため、水圧が上昇する夜間のうちに塔に給水し、需要の発生する昼間にそれを配水する仕組みをとった。建物の特徴でもある16本の柱は、当初計画していた水槽の容量を需要の急増に対応して、急遽7倍近く増やしたことによる補強のためであった。この配水塔の機能は、隣接する海部郡大治町の大治浄水場完成により不要となり、休止していたのであった。しばらく放置状態だった旧配水塔を再利用することになった経緯を、中村図書館自身は不明であるとしている。
1968年（昭和43年）2月5日には、4階常設展示場に「民具・民俗資料室」が開設された。これは、明治期から昭和初期にかけて実際に使用されていた農具や日常用品などを保存しておくもので、1988年（昭和63年）の図書館閉館まで置かれたが、その後名古屋市博物館や名古屋市農業文化園に一部が移管された。
円筒形の建物という図書館としては不向きな建物を図書館として使用する工夫が開館以来重ねられてきたが、障碍者に対する対応や老朽化への対応を迫られ、改築を行うこととなった。稲葉地公園の近くにある中村公園内の中村公園会館（結婚式場）の廃止により、その敷地を確保することとなり、同時に豊清二公顕彰館の再整備を含めた文化拠点として整備される方針が固まった。
1991年（平成3年）5月31日に中村公園内に新設された中村公園文化プラザに入居する形で新築移転を果たした。この整備に伴い、新たに秀吉・清正コーナーを設け、古書購入を積極的に実施することで約1000冊の関連図書の収集に成功している。
2017年（平成29年）11月1日には、名古屋市営地下鉄東山線 中村公園駅構内に返却ポストを設置している。地下鉄駅構内に返却ポストを設置するのは、名古屋市図書館としては初の試みである。

## サービス
図書館の入館や利用はだれでも可能であるが、館外貸出には利用者登録が必要で愛知県在住・在勤・在学者のみが可能となっている。

### 館外貸出
図書が最大14日（2週間）で6冊まで、それとは別に紙芝居が3組、カセットテープ・CD・DVDが3点、紙芝居舞台1台の館外帯出が可能である。また、返却は紙芝居の舞台以外であれば貸し出し館に限らず名古屋市図書館各館において行うことができる。ただし、貸出点数に関しては、名古屋市図書館全館で共通して計算する。

### 開館時間
- 平日・土曜・日曜・祝日とも（月曜は、第1・第3週以外）：9時30分 - 19時00分[WEB 5]

### 休館日
- 第1・第3月曜日（祝日の場合は開館し翌日休館）[WEB 5]
- 特別整理期間[WEB 5]
- 年末年始（12月29日から1月4日まで）[WEB 5]

## 交通アクセス
- 名古屋市営地下鉄東山線 中村公園駅下車、北へ約800m[WEB 2]。
- 名古屋市営バス「中村公園」バス停下車、北へ約800m[WEB 2]。
- 名古屋市営バス「豊国神社」バス停下車、北へ約100m。

### WEB
1. 1 2 3 4 5 6 7 8 9  名古屋市鶴舞中央図書館 (2016年7月). “名古屋市立図書館年報 平成28年版” (pdf). 2017年8月1日閲覧。
2. 1 2 3 4  名古屋市鶴舞中央図書館. “中村図書館”. 2017年8月1日閲覧。
3. 1 2  “地下鉄東山線中村公園駅構内に「返却ポスト」を新設します≪開始：11月1日（水）～≫”.   名古屋市図書館 (2017年11月1日). 2017年11月6日閲覧。
4. 1 2 3 4  名古屋市鶴舞中央図書館. “はじめての方へ（利用案内）”. 2015年2月15日閲覧。
5. 1 2 3 4  名古屋市鶴舞中央図書館. “開館時間と休館日”. 2019年6月17日閲覧。

### 書籍
1. 1 2  中村区制施行50周年記念事業実行委員会記念誌編集委員会 1987, p. 242.
2. 1 2  名古屋市中村図書館 1991, p. 14.
3. 1 2  名古屋市中村図書館 1991, pp. 33–34.
4. ↑  名古屋市中村図書館 1991, pp. 62–63.
5. ↑  名古屋市中村図書館 1991, pp. 64–65.
6. ↑  名古屋市中村図書館 1991, p. 77.

## 公式サイト
- 公式ウェブサイト（日本語）